# جان اسکات کلتی
جان اسکات کلتی (انگلیسی: John Scott Keltie; ۲۹ مارس ۱۸۴۰ – ۱۲ ژانویهٔ ۱۹۲۷) جغرافی‌دان اهل پادشاهی متحد بریتانیای کبیر و ایرلند بود. وی همچنین برندهٔ جوایزی همچون شوالیه (عنوان) شده‌است.